# Estación de Vicálvaro (Cercanías Madrid)
Vicálvaro es una estación ferroviaria española situada en el distrito de Vicálvaro en Madrid. Forma parte de las líneas C-2, C-7 y C-8 de Cercanías Madrid. Ofrece una conexión con la estación de Puerta de Arganda de la línea 9 de Metro de Madrid, situada bajo las vías de la estación de tren, formando un intercambiador de transporte entre Cercanías y Metro.

## Situación ferroviaria
La estación, que se encuentra a 653 metros de altitud, forma parte de los trazados de las siguientes líneas férreas:
- Línea férrea de ancho ibérico Atocha-San Fernando de Henares, punto kilométrico 11,2.[1]
- Línea férrea de ancho ibérico Vicálvaro-Vicálvaro Clasificación, punto kilométrico 0,0.[1]

Históricamente, formó parte de la línea férrea de ancho ibérico Madrid-Barcelona, situada en el punto kilométrico 11,162.

## Historia
En 1859 la compañía MZA completó el tramo Madrid-Guadalajara de la línea férrea que uniría Madrid con Zaragoza que incluía una estación en lo que entonces era un municipio independiente de Madrid, el pueblo de Vicálvaro. En 1941, la nacionalización del ferrocarril en España supuso la integración de la compañía en la recién creada RENFE. Décadas después, con la reordenación de las unidades de negocio de RENFE y el nacimiento de Cercanías Renfe, Vicálvaro se convirtió en una estación del núcleo de Cercanías Madrid que formaba parte inicialmente de las líneas C-1, C-2 y C-7, que recorrían el Corredor del Henares conectando el ya entonces distrito de Madrid con las localidades vecinas de Coslada, San Fernando de Henares, Torrejón de Ardoz o Alcalá de Henares y también con el distrito vecino de la Villa de Vallecas, Entrevías y la estación de Atocha.
Desde el 31 de diciembre de 2004 Renfe Operadora explota la línea mientras que Adif es la titular de las instalaciones ferroviarias. Entre los años 2018 y 2020 se acometieron obras de accesibilidad y modernización integral. Esto incluirá nuevos ascensores, recreación de andenes, instalación de escaleras mecánicas y modernización del paso inferior.

## Servicios ferroviarios

### Cercanías
| procedencia/destino                              | < estación    | Línea | estación > | destino/procedencia |
| ------------------------------------------------ | ------------- | ----- | ---------- | ------------------- |
| Chamartín                                        | Santa Eugenia |       | Coslada    | Guadalajara         |
| Príncipe Pío                                     | Santa Eugenia |       | Coslada    | Alcalá de Henares   |
| Cercedilla                                       | Santa Eugenia |       | Coslada    | Guadalajara         |
| Santa María de la Alameda-Peguerinos El Escorial | Santa Eugenia |       | Coslada    | Guadalajara         |

La estación forma parte de las líneas C-2, C-7 y C-8 de la red de Cercanías Madrid.